# Pannekeet
Pannekeet is een buurtschap in de gemeente Dijk en Waard in de Nederlandse provincie Noord-Holland.
Pannekeet ligt in het noorden van de gemeente Dijk en Waard, tussen Zuid-Scharwoude, Kanaal Alkmaar (Omval)-Kolhorn, en De Noord in. De plaatsnaam komt al in 1840 voor in de huidige spelling. De naam verwijst naar het oorspronkelijke kleine gebouw waaruit de buurt is ontstaan. Het is onduidelijk of de plaatsnaam verwijst naar het pannendak van het gebouwtje of naar de familienaam, die veel voorkomt in dit deel van West-Friesland.
Van de uitgegroeide en uitgestrekte plaats is weinig meer te zien, een groot deel van het gebied is industrieterrein geworden. Aan het westelijk deel daarvan is de huidige bewoning van Pannekeet nog wel te vinden.
Stad: Heerhugowaard

Dorpen en gehuchten: Broek op Langedijk · De Noord · Koedijk (deels) · Noord-Scharwoude · Oudkarspel · Sint Pancras · Veenhuizen · Verlaat (deels) · Zuid-Scharwoude

Buurtschappen: Broekhorn · Draai · Frik · Kabel · 't Kruis · Pannekeet
Noord-Holland: Steden en dorpen      Nederland: Provincies · Gemeenten